# The Two Edged Sword
The Two Edged Sword è un film muto del 1916 diretto da George D. Baker.

## Produzione
Il film fu prodotto dalla Vitagraph Company of America.

## Distribuzione
Distribuito dalla V-L-S-E, il film uscì nelle sale cinematografiche statunitensi il 20 marzo 1916.